# Don Sebesky
Donald John Sebesky (10 de diciembre de 1937 - 29 de abril de 2023) fue un compositor, arreglista, director y trombonista de jazz estadounidense. Era un multiinstrumentista y podía tocar muchos otros instrumentos: teclados, piano eléctrico, órgano, acordeón y clavinet.

## Biografía
Sebesky se formó en trombón en la Escuela de Música de Manhattan; Al principio de su carrera, jugó con Kai Winding, Claude Thornhill, Tommy Dorsey, Warren Covington, Maynard Ferguson y Stan Kenton.  En 1960 empezó a dedicarse principalmente a los arreglos y la dirección; Uno de sus arreglos más conocidos fue el del álbum Bumpin' de Wes Montgomery de 1965. Otros créditos incluyen The Shape of Things to Come de George Benson, From the Hot Afternoon de Paul Desmond y First Light de Freddie Hubbard. Su canción "Memphis Two-Step" fue la canción principal del álbum de Herbie Mann de 1971 del mismo nombre. Su lanzamiento de 1973, Giant Box, alcanzó el puesto 16 en la lista de álbumes de jazz de Billboard de EE. UU. 
Sebesky trabajó con orquestas como la Sinfónica de Londres, la Sinfónica de Chicago, la Boston Pops, la Filarmónica de Nueva York, la Filarmónica Real de Londres y la Sinfónica de Toronto.
Sebesky fue nominado a treinta y un premios Grammy y ganó tres premios Grammy en la década de 1990: Mejor arreglo instrumental por "Waltz for Debby" (1998) y por "Chelsea Bridge" (1999), y mejor composición instrumental por "Joyful Noise Suite" (1999).  En dos ocasiones ganó el premio Drama Desk a las orquestaciones destacadas, por Parade (1999) y Kiss Me, Kate (2000). Sebesky ganó un premio Tony a las mejores orquestaciones por la reposición de Kiss Me, Kate (2000).
En 1975, Sebesky escribió The Contemporary Arranger, que se publicó acompañado de tres discos fonográficos LP.
Sus créditos teatrales en Broadway incluyeron Porgy and Bess (producción londinense de Trevor Nunn), Sinatra at the Palladium, Sweet Charity, Kiss Me, Kate, Bells Are Ringing, Flower Drum Song, Parade, The Life, Cyrano, The Goodbye Girl, The Will. Rogers Follies, Sinatra en Radio City, Pal Joey, Come Fly Away, Baby It's You! y Honeymoon In Vegas.
El trabajo de Sebesky para televisión obtuvo tres nominaciones al Emmy, por Allegra's Window en Nickelodeon, The Edge of Night en ABC y Guiding Light en CBS. También compuso bandas sonoras para películas que incluyen The People Next Door (1970), F. Scott Fitzgerald y 'The Last of the Belles' (1974) y The Rosary Murders (1987).
Sebesky hizo arreglos para cientos de artistas, incluidos Barbra Streisand, Tony Bennett, Christina Aguilera, Britney Spears, John Pizzarelli, Michael Bublé, Liza Minnelli, Seal y Prince.
Don Sebesky se casó con Janina Serden en 1986 y tuvo dos hijas con ella; Olivia y Isabel. Tenía dos hijos de un matrimonio anterior, Ken y Kevin, y dos hijas, Ali y Cymbaline.
Sebesky murió en Maplewood, Nueva Jersey, el 29 de abril de 2023, a la edad de 85 años.  

## Discografía

### Como líder
- Don Sebesky and the Jazz-Rock Syndrome (1968)
- Distant Galaxy (1968)
- Giant Box (CTI, 1973)
- The Rape of El Morro (CTI, 1975)
- Three Works for Jazz Soloists and Symphony Orchestra (1979, 2LP, Gryphon Records)
- Sebesky Fantasy (1980)
- Moving Lines (1984)
- Full Cycle (1984)
- Symphonic Sondheim (1991)
- Our Love Is Here to Stay (Telarc, 1997), John Pizzarelli w/Don Sebesky combo
- I Remember Bill: The Tribute to Bill Evans (1998)
- Joyful Noise: A Tribute to Duke Ellington (1999)
- Kiroron I-Kiroro Melodies (2000)

### Como acompañante
Con Stan Kenton
- Viva Kenton! (Capitol, 1959)
- Standards in Silhouette (Capitol, 1959)
- Road Show (Capitol, 1959) con June Christy and The Four Freshmen

### Como arreglista
Con Chet Baker
- She Was Too Good to Me (CTI, 1974)
- You Can't Go Home Again (Horizon, 1977)
- The Best Thing for You (A&M, 1977 [1989])
- Studio Trieste (CTI, 1982) con Jim Hall and Hubert Laws

Con George Benson
- Shape of Things to Come (A&M, 1969)
- White Rabbit (CTI, 1972)
- Bad Benson (CTI, 1974)
- The Other Side of Abbey Road (A&M Records, 1970)

Con Kenny Burrell
- Blues – The Common Ground (Verve, 1968)
- Night Song (Verve, 1969)
- God Bless the Child (CTI, 1971)

Con Hank Crawford
- Help Me Make it Through the Night (Kudu, 1972)
- We Got a Good Thing Going (Kudu, 1972)

Con Paul Desmond
- Summertime (A&M/CTI, 1968)
- From the Hot Afternoon (A&M/CTI, 1969)
- Bridge Over Troubled Water (A&M/CTI, 1970)
- Skylark (CTI, 1973)
- Pure Desmond (CTI, 1975)

Con Maynard Ferguson
- A Message from Newport (Roulette, 1958) – also composer and performer
- Swingin' My Way Through College (Roulette, 1959) – also performer
- Maynard Ferguson Plays Jazz for Dancing (Roulette, 1959) – also performer
- Let's Face the Music and Dance (Roulette, 1960)
- Double Exposure (Atlantic, 1961) con Chris Connor
- "Straightaway" Jazz Themes (Roulette, 1961)
- Maynard '62 (Roulette, 1962)
- Maynard '64 (Roulette 1959-62 [1963]) – also performer [1 track]
- The New Sounds of Maynard Ferguson (Cameo, 1963)
- Come Blow Your Horn (Cameo, 1963)
- The Blues Roar (Mainstream, 1965)

Con Astrud Gilberto
- The Shadow of Your Smile (Verve, 1965)
- Beach Samba (Verve, 1967)
- Windy (Verve, 1968)

Con Freddie Hubbard
- First Light (CTI, 1971)
- Sky Dive (CTI, 1972)

Con Jackie and Roy
- Time & Love (CTI, 1972)
- A Wilder Alias (CTI, 1973)

Con Hubert Laws
- Afro-Classic (CTI, 1970)
- The Rite of Spring (CTI, 1971)
- Morning Star (CTI, 1972)
- Carnegie Hall (CTI, 1973)

Con Wes Montgomery
- Bumpin' (Verve/Polygram, 1965)
- California Dreaming (Verve, 1966)
- A Day in the Life (A&M, 1967)
- Down Here on the Ground (A&M, 1968)
- Road Song (A&M, 1968)

Con others
- Joe Beck, Beck (Kudu, 1975)
- Willie Bobo, A New Dimension (Verve, 1968)
- Ron Carter, Pastels (Milestone, 1976)
- Dizzy Gillespie, Cornucopia (Solid State, 1969)
- Jim Hall, Commitment (A&M/Horizon, 1976)
- Milt Jackson, Sunflower (CTI, 1972)
- J. J. Johnson and Kai Winding, Israel (A&M/CTI, 1968)
- Airto Moreira, Free (CTI, 1972)
- Cal Tjader, The Prophet (Verve, 1968)
- Stanley Turrentine, If I Could (MusicMasters, 1993)
- Walter Wanderley, When It Was Done (A&M/CTI, 1968)
- Randy Weston, Blue Moses (CTI, 1972)
- Kai Winding, The In Instrumentals (Verve, 1965)